# Kenny el tiburón
Kenny el tiburón (en inglés Kenny the Shark) es una serie de televisión animada estadounidense producida por Discovery Kids. El programa se estrenó en Discovery Kids en NBC desde el 1 de noviembre de 2003 y terminó el 19 de febrero de 2005 con 2 temporadas y 26 episodios en total transmitidos. La serie trata sobre un tiburón tigre antropomórfico llamado Kenny. Está cansado de ser un depredador y quiere vivir con una familia suburbana.
La serie no fue la primera aparición de Kenny. A finales de la década de 1990, una serie de cortometrajes con Kenny pasó entre la programación habitual. Kenny no fue visto, ya que la cámara lo fue desde su punto de vista. A diferencia de la mayoría de los programas animados que se ambientan en lugares ficticios, este programa está ambientado en la ciudad real de Tiburón (California).

## Argumento de la serie
La serie cuenta la historia de un tiburón tigre antropomórfico llamado Kenny que decidió mudarse de su hogar en el océano a tierra firme, dónde luego fue adoptado como la mascota de una niña de nombre de Kat y pasa a vivir en su casa.

## Personajes
- Kenny: es un tiburón tigre sarcástico. Es un personaje cómico con una actitud despreocupada. Estaba cansado de la vida en el océano y se fue a vivir a la superficie, donde puede caminar sobre sus aletas traseras y respirar aire como los humanos. No se puede controlar a sí mismo cuando oye o ve una foca. Vive con Kat (que puede hablar con él) y su familia (que también puede hablar con él, rara vez). Le encanta comer carnada, pescado, focas y sushi. Al igual que la mayoría de los animales antropomórficos, Kenny puede caminar, usando las aletas de su cola.

- Kat Cassidy: es una niña de aproximadamente 10 u 11 años de edad. Está obsesionada con los tiburones y es la única estudiante que puede hablar el idioma de Kenny. Ella es la dueña y mejor amiga de Kenny. Ella es optimista y amante de la diversión. Posee características bastante poco realistas. Por lo general, usa sandalias como sus padres, pero más adelante en la serie usa zapatillas de tenis. Ella es birracial (mitad blanca, mitad asiática). En un episodio, se reveló que su nombre completo es Katarina.

- Karl Cassidy: es el hermano pequeño de 1 año y medio de Kat. Piensa que Kenny es un perro. No aparece en la mayoría de los episodios.

- Grace Cassidy: es la madre asiática de Kat y Karl y la esposa de Peter. Ella es psiquiatra y dirige su práctica en su casa. Ella siempre es amable y cariñosa y ama a Kat, Karl, Kenny y a su esposo Peter por igual. Kenny a veces asusta accidentalmente a sus pacientes.

- Peter Cassidy: es el padre caucásico de Kat y Karl y el marido de Grace. Es un hippie ecológico que tiene una tienda de comestibles orgánicos. Le da a Kat y Grace apodos relacionados con frutas y verduras. No le gusta Kenny debido a su alimentación constante, a perder los dientes y a su tendencia a romper la propiedad pública, lo que le cuesta multas. En la primera temporada el cabello es rubio, pero en la segunda temporada su cabello es castaño.

- Óscar: es el mejor amigo humano de Kat. Tiene 10 años y está obsesionado con los mayas, de quienes desciende.

- Marty: es un perro salchicha y el otro mejor amigo de Kenny que ocasionalmente le da consejos a Kenny. Kat parece entenderlo tanto como a Kenny. Se parece a su dueño humano.

- Datos: Q3814638